# デス・バイ・オーディオ

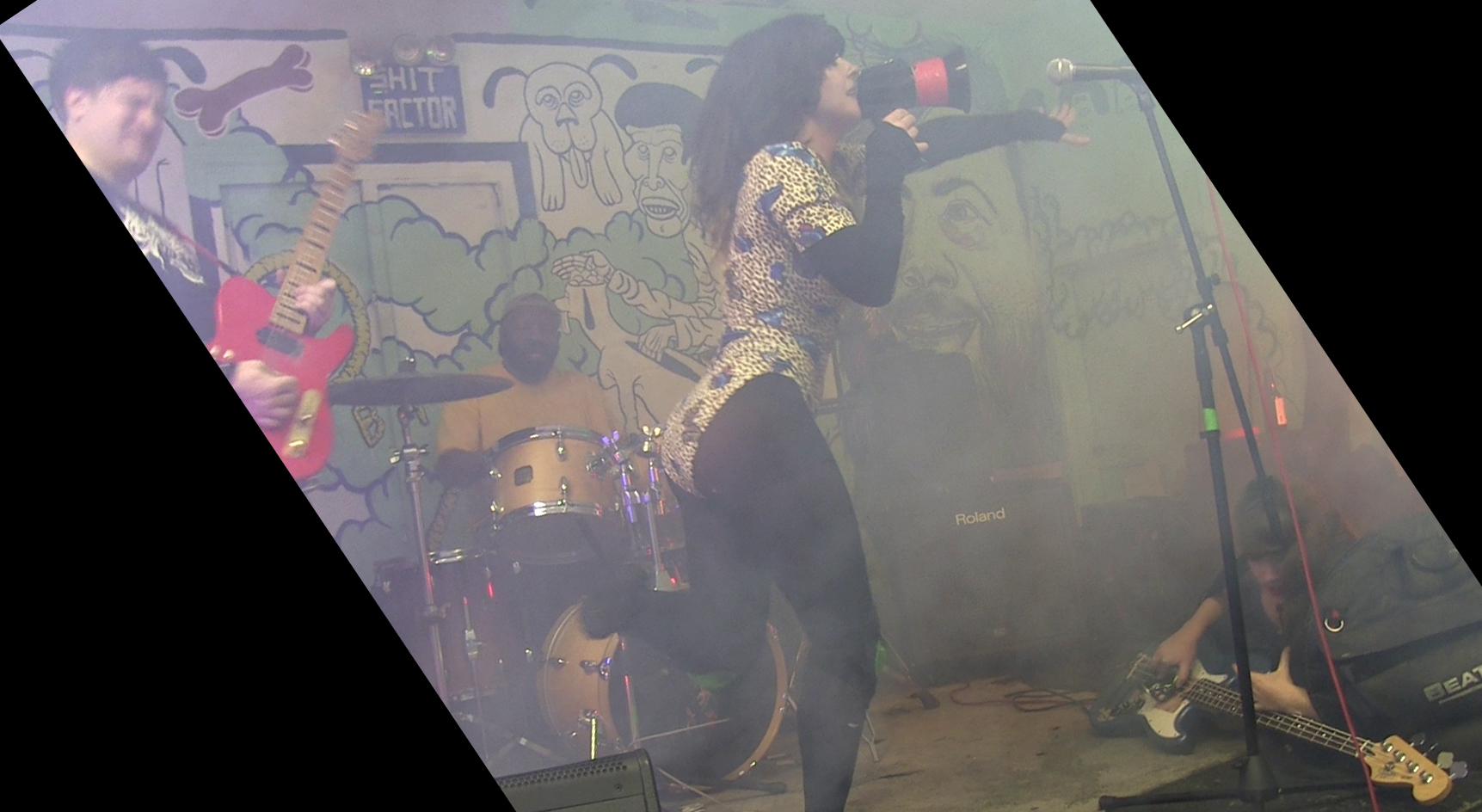
デス・バイ・オーディオで演奏する Cellular Chaos (Weasel Walter と Marc Edwards)。

デス・バイ・オーディオ (Death By Audio) は、ニューヨーク市ブルックリン区ウィリアムズバーグ (Williamsburg, Brooklyn) に位置する事業所用の建物の1階にあった倉庫空間。この名称は、同所を拠点としていたエフェクツペダル製造会社の社名でもある。
この倉庫は、おもに芸術家や音楽家が作業するための空間として利用されていたが、時には録音スタジオや、エフェクツペダル製造工場、芸術や音楽イベントの会場などとしても使われ、批評家たちからも概ね好意的な反応を得ていた。

## デス・バイ・オーディオ・エフェクツ
この倉庫の名称は、特注でエフェクツペダルを製造する小さな会社「デス・バイ・オーディオ」から採られたものである。
2002年にオリヴァー・アッカーマン (Oliver Ackermann) が創業したデス・バイ・オーディオ・エフェクツ (Death By Audio effects) は、小規模な手作りのエフェクツペダル製造会社であり、その顧客にはマイ・ブラッディ・ヴァレンタインのケヴィン・シールズ、U2、ナイン・インチ・ネイルズ、ライトニング・ボルト(Lightning Bolt)、ウィルコ、TV オン・ザ・レディオなどがいた。

## イベント会場からインディーズ・レーベルへ
2007年春以降、建物の空間の一部が、アンダーグラウンド・ミュージック (Underground music) や芸術イベントの会場として利用されるようになった。タイ・セガール、ダーティー・プロジェクターズ、グローイング (Growing)、トニー・コンラッド (Tony Conrad)、サーストン・ムーア (Thurston Moore)、R・スティーヴィー・ムーア (R. Stevie Moore、ジー・オー・シーズ (Thee Oh Sees)、ザック・ヒル (Zach Hill)、ペイント・イット・ブラック (Paint It Black)、フューチャー・アイランズ (Future Islands)、ブラック・パス (Black Pus)、ピスト・ジーンズ (Pissed Jeans)、ジェフ・ザ・ブラザーフッド (JEFF the Brotherhood)、ハマーヘッド (Hammerhead)、フランク・サイドボトム (Frank Sidebottom)、ダン・ディーコン (Dan Deacon) などが、デス・バイ・オーディオでパフォーマンスを披露した。この場所の運営にあたったのは、イーダン・ウィルバー (Edan Wilber) とマット・コンボイ (Matt Conboy) であった。
2007年、2人はこの倉庫で練習を重ねているバンドたちの作品をリリースするために、デス・バイ・オーディオ・レコード (Death By Audio Records) を立ち上げた。デス・バイ・オーディオ・レコードは、シスターズ (Sisters) のカセットテープと、コイン・アンダー・タング (Coin Under Tongue) のダブルEPをリリースすることから事業を開始した。グルームズ (Grooms) のデビュー・アルバム『Rejoicer』は2009年にデス・バイ・オーディオ・レコードからリリースされ、後にケーナイン・レコーズから再発された。2010年、このレーベルはブルックリン出身のスターリング (Starring) や、ミネアポリスのシーホアーズ (Seawhores) のアルバムをリリースした。
2013年8月、フェイマス・クラス・レコード (Famous Class Records) から、2012年にデス・バイ・オーディオで行なわれたライブ録音を収めたアート・ブックがリリースされた。
2013年11月、地元のインディーズ系ゲーム開発者たちが制作した特注品のアーケード・ゲーム機器を紹介する Death By Audio Arcade のサイトを立ち上げた。

## 終焉
2014年の遅い時期に、雑誌『Vice』を発行するヴァイス・メディア (Vice Media, Inc.) が、デス・バイ・オーディオが入っていた建物の賃借権を得て、デス・バイ・オーディオ関係の事業の立ち退きを強制した。2014年11月22日には、この空間での最後のショーが催された。

## 縁のあるバンド、アーティスト
- ア・プレイス・トゥ・ベリー・ストレンジャーズ (A Place to Bury Strangers)
- コイン・アンダー・タング (Coin Under Tongue)
- ダーティ・オン・パーパス (Dirty on Purpose)
- Famous Amos
- French Miami
- Fuck Ton
- Grooms
- The Immaculates
- Sisters